# Trio (album Lipali)
Trio – czwarty album zespołu Lipali, wydany w 2009 roku. W ramach promocji został zrealizowany teledysk do utworu „Barykady” w reżyserii Dariusza Szermanowicza. W lutym 2010 roku wydawnictwo uzyskało nominację do nagrody polskiego przemysłu fonograficznego Fryderyka w kategorii: album roku rock.
Nagrania dotarły do 15. miejsca zestawienia OLiS.

## Lista utworów
Opracowano na podstawie materiału źródłowego.
| 1.  | Wiersz                        | 05:17 |
|     |                               |       |
| 2.  | Barykady                      | 03:30 |
|     |                               |       |
| 3.  | Pan                           | 03:27 |
|     |                               |       |
| 4.  | Do dna                        | 05:07 |
|     |                               |       |
| 5.  | Upadam                        | 03:22 |
|     |                               |       |
| 6.  | Biała flaga (cover Republiki) | 04:18 |
|     |                               |       |
| 7.  | TKM                           | 04:44 |
|     |                               |       |
| 8.  | Ciche głosy szepczą „Po co”?  | 03:57 |
|     |                               |       |
| 9.  | Ponoć...                      | 03:46 |
|     |                               |       |
| 10. | Życie cudem                   | 04:58 |
|     |                               |       |
| 11. | C.D.N.                        | 01:03 |
|     |                               |       |
| 12. | Jeżozwierz (Bonus)            | 03:27 |
|     |                               |       |
|     |                               | 46:56 |
|     |                               |       |

## Twórcy
Opracowano na podstawie materiału źródłowego.
- Tomasz Lipnicki – gitara, wokal, harmonijka ustna, instrumenty klawiszowe, produkcja muzyczna
- Łukasz Jeleniewski – perkusja
- Adrian Kulik – gitara basowa
- Szymon Sieńko – inżynieria dźwięku, miksowanie, produkcja muzyczna, instrumenty klawiszowe (utwory: 2, 5, 7, 9)
- Kacper Rachtan – oprawa graficzna